# Hell in a Cell (2010)
Hell in a Cell (2010) — второе по счёту шоу Hell in a Cell, PPV-шоу производства американского рестлинг-промоушна World Wrestling Entertainment (WWE). Шоу прошло 3 октября 2010 года на арене «Американ Эйрлайнс Центр» в Далласе, Техас, США.

## Отзывы
7500 человек пришло посмотреть шоу в живую в «Американ Эйрлайнс-центр», а ещё 210 000 человека заказало просмотр мероприятия по платным каналам, что на 73 000 меньше, чем собрало прошлогоднее шоу.
Обозреватель The Sun Роб Николс оценил шоу на 6 баллов из 10. Он раскритиковал матч между Кейном и Гробовщиком, описав его как «неловким», «детским» и «разгромным». В то же время он высоко оценил матч-открытия и матч Ад в клетке между Рэнди Ортоном и Шеймусом, написав, что последний «бесспорно является матчем вечера».

## Результаты
| #                                | Поединок                                                                                | Условия | Время |
| -------------------------------- | --------------------------------------------------------------------------------------- | --- | ----- |
| Dark                             | Голдаст, R-Truth и Кофи Кингстон победили Коди Роудса, Дрю Макинтайра и Дольфа Зигглера | Командный поединок шести рестлеров                                                                                              | 5:00  |
| 1                                | Дэниель Брайан (c) победил Джона Моррисона и Миза                                       | Поединок «тройная угроза», удержание и покорение засчитывается везде за титул чемпиона Соединённых Штатов WWE                   | 13:33 |
| 2                                | Рэнди Ортон (c) победил Шеймуса                                                         | Поединок Hell in a Cell за титул чемпиона WWE                                                                                   | 22:51 |
| 3                                | Эдж победил Джэка Сваггера                                                              | Поединок один на один | 11:31 |
| 4                                | Уэйд Баррет победил Джона Сину                                                          | Поединок один на один. Если побеждает Баррет, Сина присоединяется к Нексусу, если Сина побеждает, то Нексус расформировываются. | 17:48 |
| 5                                | Наталья победила Мишель Маккул (c) (с Лейлой) в результате дисквалификации              | Поединок за титул объединенного чемпиона див WWE                                                                                | 04:54 |
| 6                                | Кейн (c) победил Гробовщика (с Полом Берером)                                           | Поединок Hell in a Cell за титул чемпиона мира в тяжелом весе                                                                   | 21:38 |
| (c) — чемпион на момент поединка |                                                                                         | |       |